# ایستگاه ماریلبون
ایستگاه ماریلبون
یک ایستگاه از خط بیکرلو و از خطوط متروی لندن است.که در منطقه مارلیبون قرار دارد.

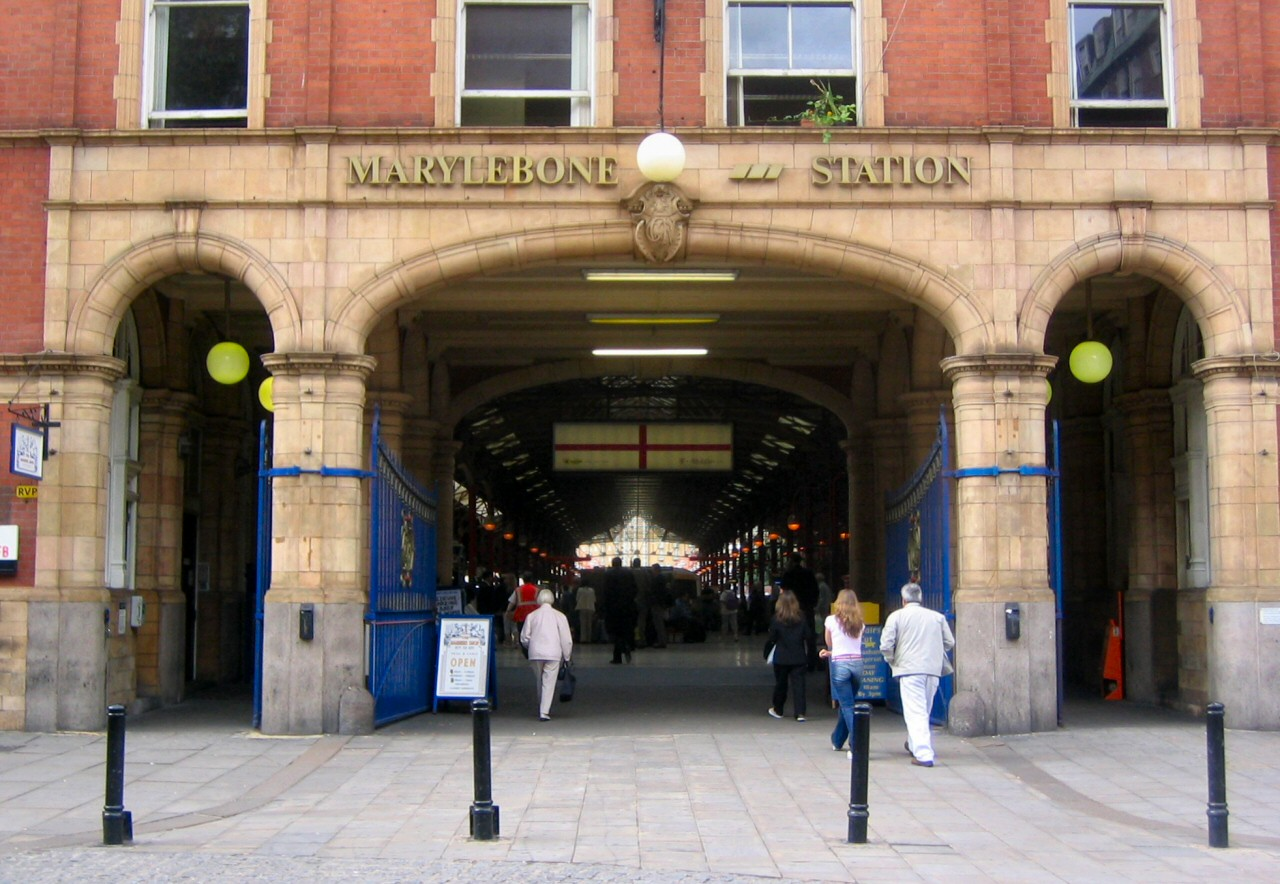

## نگارخانه

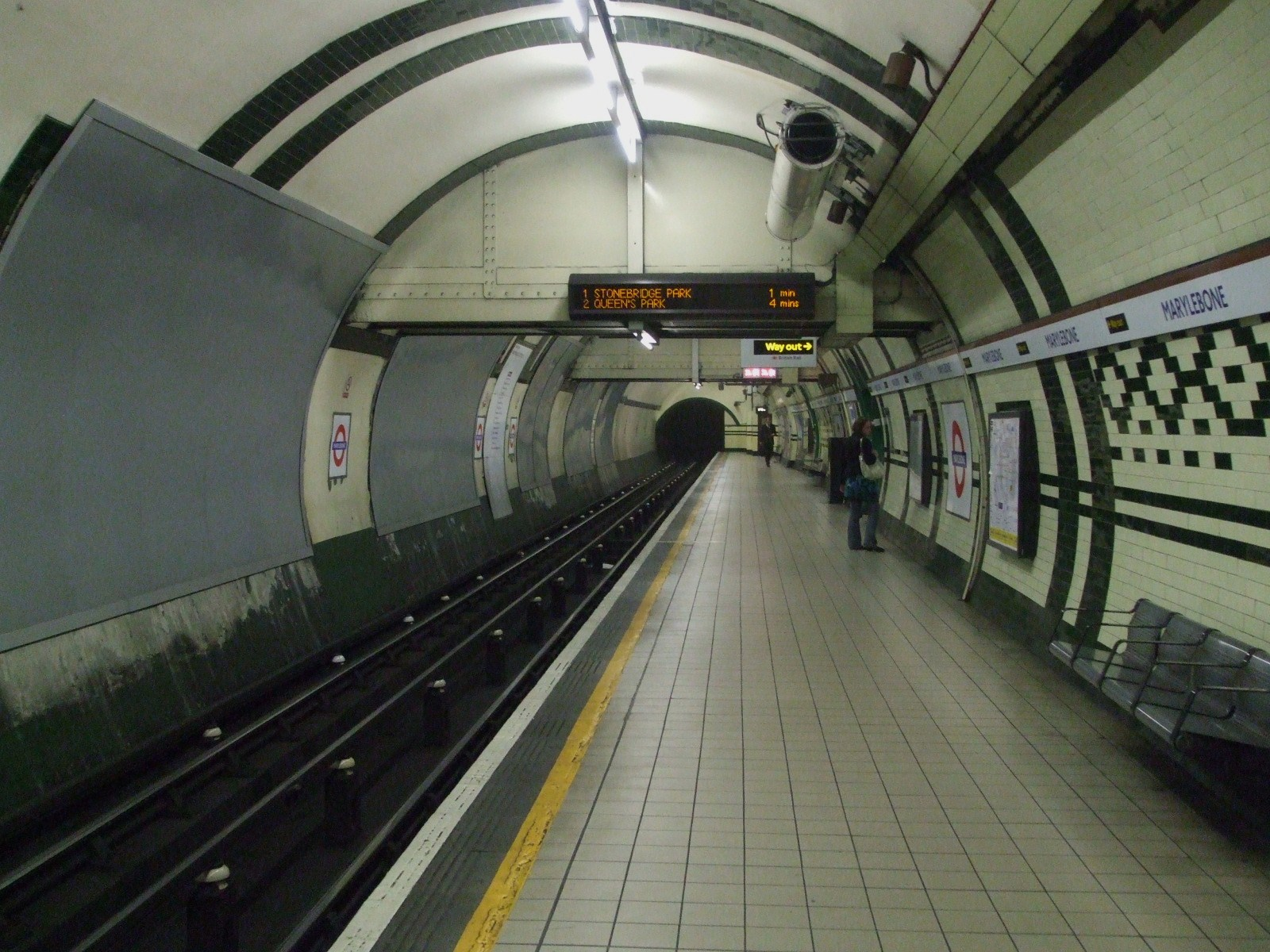
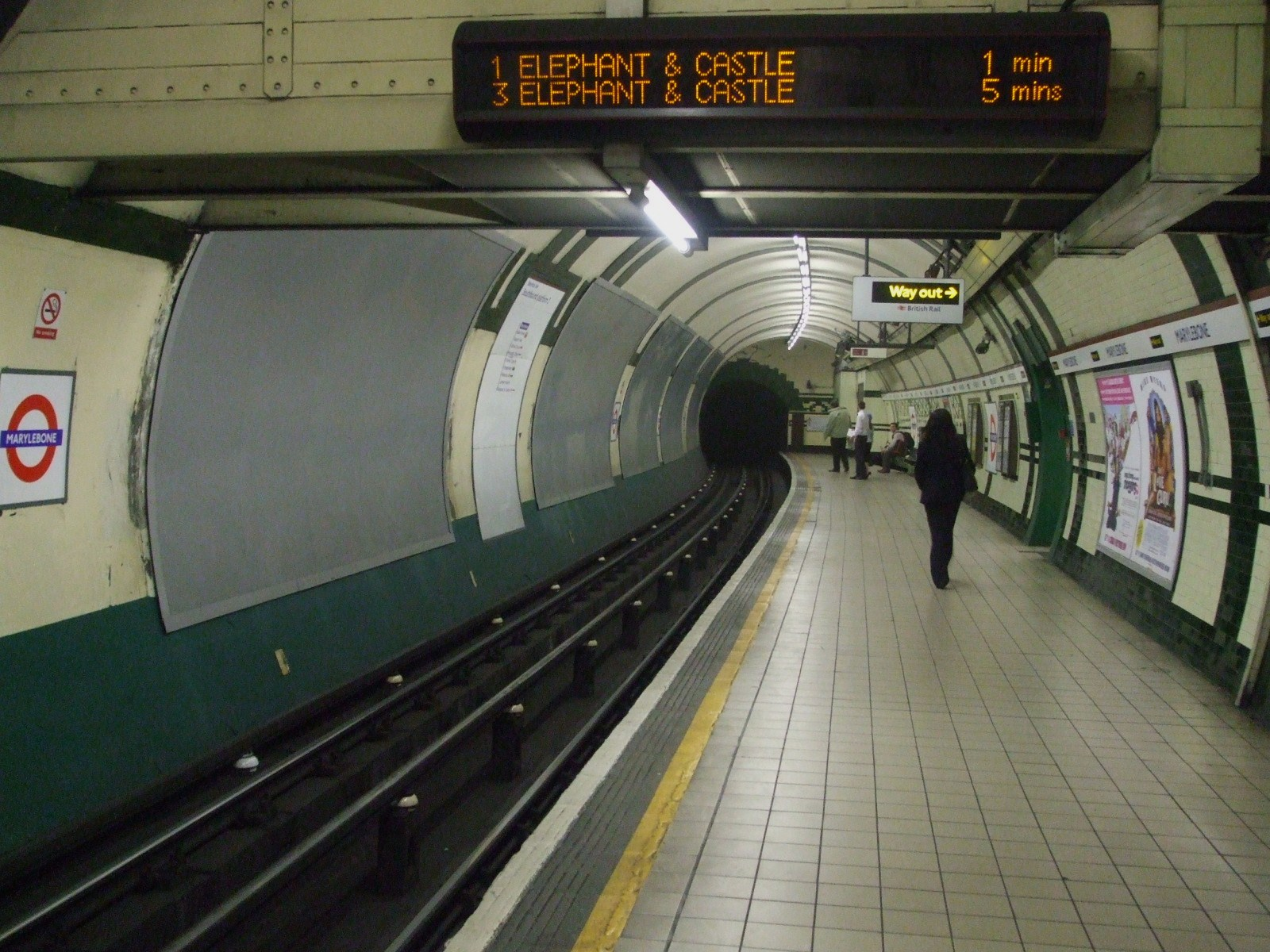
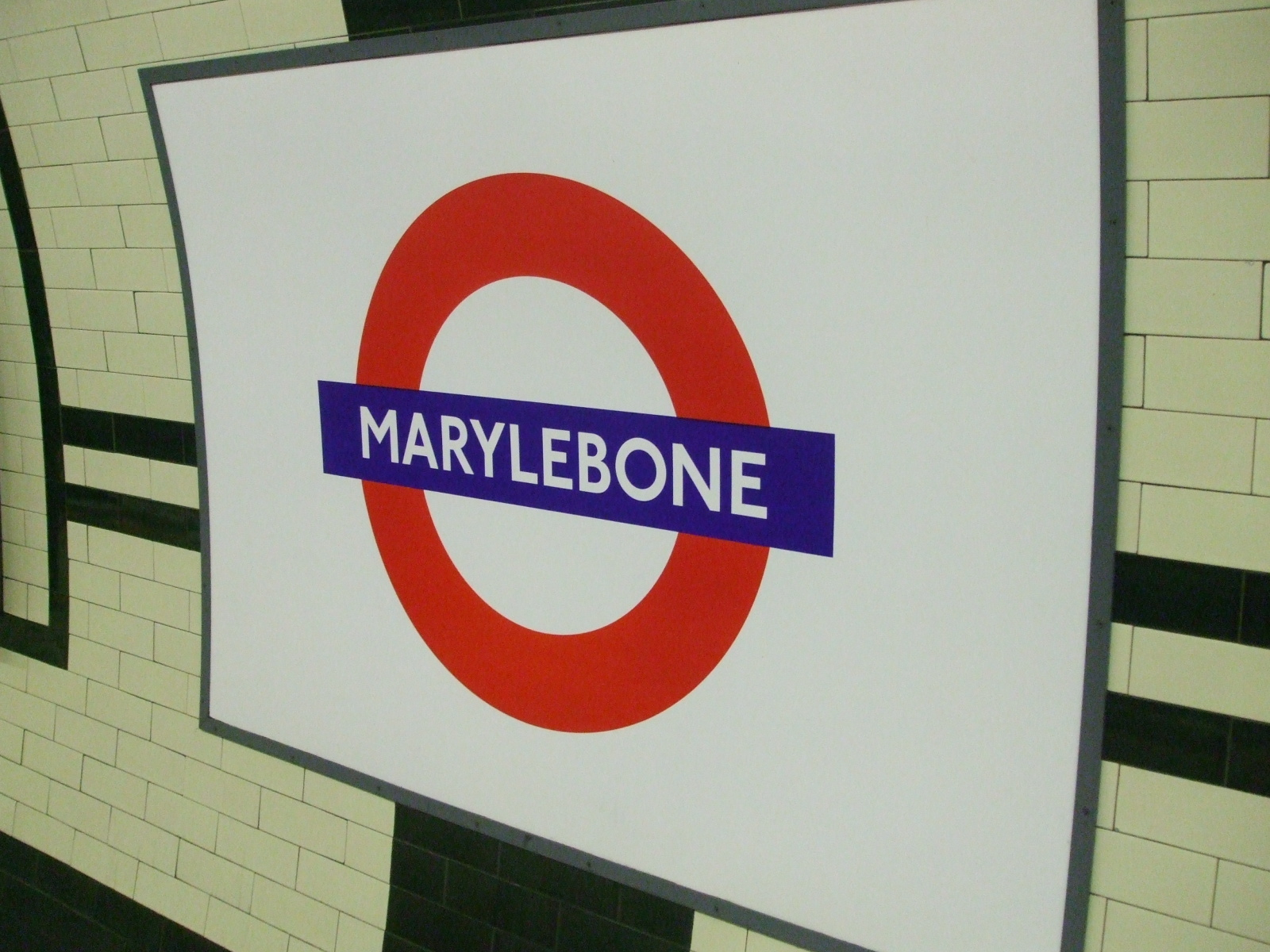
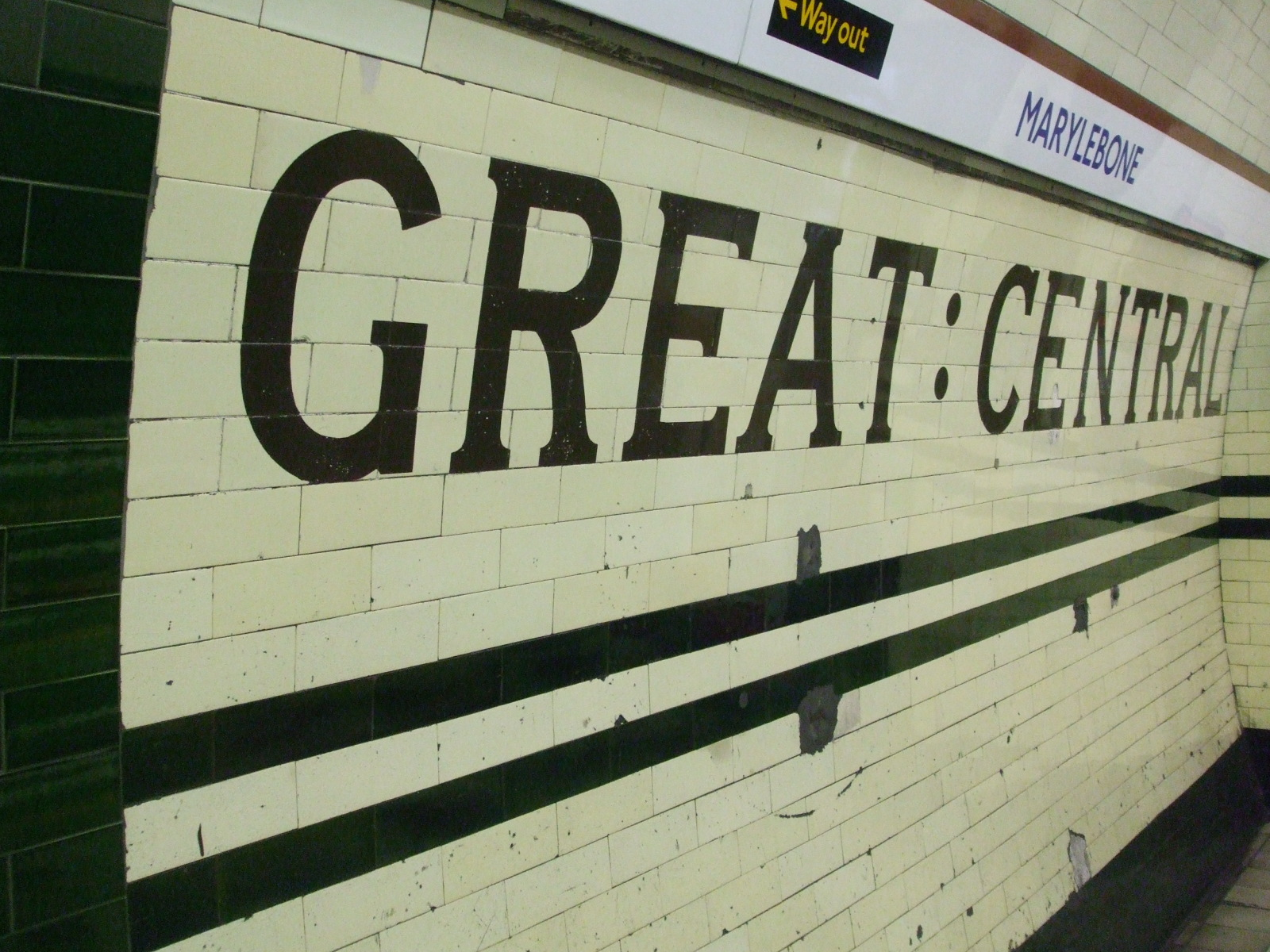